# 7. п. н. е.
7. п. н. е. била је уобичајена година која је почињала у суботу или недјељу јулијанског календара и уобичајена година која почиње у четвртак по пролептичком јулијанском календару. У римском свијету била је позната као година конзулства Нерона и Пизона (или, ређе, година 747. Ab urbe condita). Деноминација 7. п. н, е. за ову годину се користи од раног средњег вијека, када је календарска ера Аnno Domini постала преовлађујући метод у Европи за именовање година.

## Догађаји
- Тиберије Клаудије Нерон и Гнеј Калпурније Пизон су римски конзули.
- Августов други попис Римског царства извjештава о укупно 4.233.000 грађана.[1]

## Рођења
- Могући Исусов датум рођења,[2] према појави веома свијетле троструке коњункције краљевске звијезде Јупитера и Сатурна у знаку Риба (земља на западу) у мају до децембра те године од 854. године, са ретроградацијом и стационирање 12. новембра 7. пре Христа

## Смрти
- Цар Сјао-ченг, кинески цар из династије Хан.
- Аристобул IV, јеврејски цар Јудеје.
- Дионисије из Халикарнаса, грчки историчар.[3]
- Геумва из Донгбуиеа, корејски краљ.